# 재체코 한국인
재체코 한국인(체코어: Korejci žijící v České republice)은 체코에 거주하고 있는 한인들이다.

## 역사
체코슬로바키아의 초기 한국인 학자는 한흥수(Hŭngsu)였다. 1909년에 태어난 그는 1930년대 후반과 1940년대 초반에 비엔나, 베른, 프리부르에서 공부한 후 1942년이나 1943년에 프라하 로 갔다. 그는 그곳에 몇 년 동안 머물면서 한국 문학을 독일어와 체코어로 번역 하고 책을 집필했으며, 1940년대 후반 평양으로 귀국했지만 한국 전쟁이 끝나갈 무렵에 숙청됐다.
1950년대 조선민주주의인민공화국 유학생 대부분은 체코슬로바키아나 헝가리에서 공부했다. 1955년 찰스 대학교에서는 조선민주주의인민공화국 학생들에 대한 재정지원과 특혜에 항의하여 학생시위가 일어났다. 1989년 체코슬로바키아에는 약 150명의 조선민주주의인민공화국 유학생이 있었는데, 1990년 베를린 장벽이 무너진 후 이들을 모두 고국으로 돌려보냈다.